# 乌克兰女兵

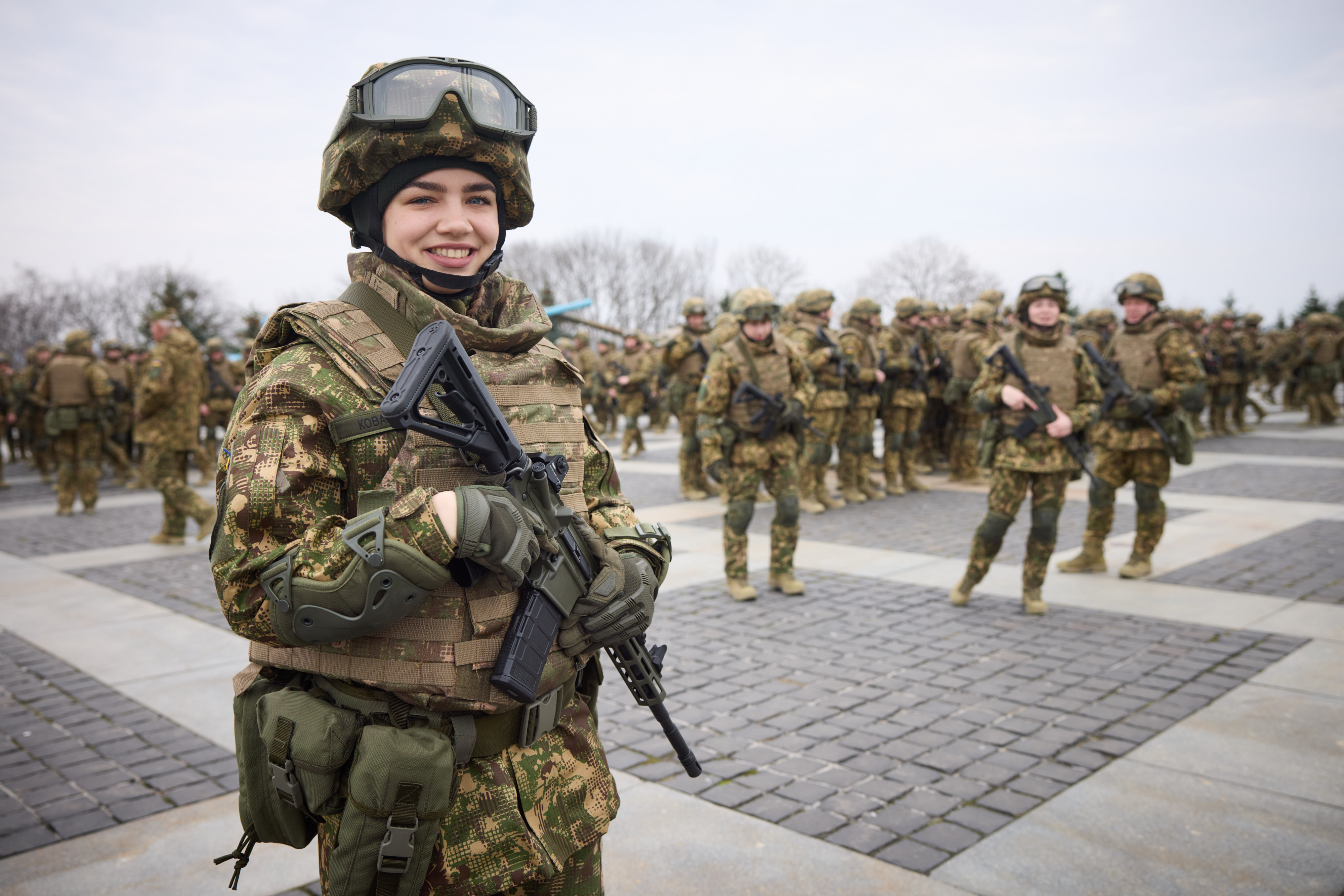
烏克蘭國民警衛隊的女兵（2023年）

乌克兰女兵是指烏克蘭軍隊中的女性士兵，她們在迈丹革命、顿巴斯战争以及2022年俄羅斯入侵烏克蘭中發揮了一定的作用。
自2014年以来，乌克兰女兵也一直爭取性别平等，並與性別歧視作鬥爭。

## 顿巴斯战争
頓巴斯战争期间，乌克兰女兵人數顯著增加，一些此前只招收男兵的崗位也開始招收女兵。截至2016年，乌克兰軍隊中女兵比例已達到8.5%，截至2021年3月，这一比例已達到15%。

## 2022年俄罗斯入侵乌克兰
2022年俄羅斯入侵烏克蘭後，大量烏克蘭婦女參軍。

## 歧视
有烏克蘭女兵遭到性騷擾和性暴力，但這些很少被外界所知。有女人參軍後被指對孩子和家人不管不顧而受到批评，甚至有女兵會被有關部门调查，她們的孩子被带走。